# Jan Brzostowski
Jan Brzostowski (ur. 1865 w Berdyczowie, zm. 19 grudnia 1944 r. w Krakowie) – polski inżynier górniczy i polityk, poseł na Sejm I kadencji w II RP z ramienia Związku Ludowo-Narodowego.

## Biografia
Urodził się w rodzinie przemysłowca Faustyna Brzostowskiego i jego żony Róży z domu Szulz. Ukończył gimnazjum w Białej Cerkwi. Następnie odbył studia na Akademii Górniczej w Petersburgu zakończone uzyskaniem tytułu inżyniera górniczego.

### Kariera zawodowa
Po studiach podjął pracę w Odessie, a po roku wyjechał do Zagłębia Dąbrowskiego i zatrudnił się w Kopalni Węgla Kamiennego Saturn w Czeladzi, początkowo jako robotnik, następnie awansując, aż do stanowiska jej dyrektora technicznego. Zajmował również stanowiska sztygara i dyrektora Kopalni Węgla Kamiennego Wiktor w Milowicach oraz dyrektora Cementowni i Kopalni Grodziec. Był także członkiem zarządu Kopalni Flora w Dąbrowie Górniczej i administratorem Przeglądu Górniczo-Hutniczego.
Jako zarządca przedsiębiorstw górniczych dał się poznać jako entuzjasta elektryfikacji kopalń, będąc pionierem we wprowadzaniu elektryczności w zarządzanych przez siebie zakładach.

### Kariera polityczna
W 1900 został członkiem Ligi Narodowej. Współpracował z Romanem Dmowskim i Zygmuntem Balickim. Działał również w Polskiej Macierzy Szkolnej oraz w Sokole.
Podczas I wojny światowej i okupacji niemieckiej Zagłębia został przez Niemców mianowany wiceprezesem Rady Okręgowej oraz przewodniczącym Rady Miasta Czeladzi. Był również członkiem sejmiku i wydziały powiatowego powiatu będzińskiego.
W 1922 w wyborach do Sejmu zdobył mandat poselski z listy Chrześcijańskiego Związku Jedności Narodowej. W sejmie zasiadał w komisjach: administracyjnej, komunikacyjnej, ochrony pracy, przemysłowo-handlowej oraz robót publicznych. W 1927 wszedł w skład komisji nadzwyczajnej dla rewizji umów Ministerstwa Kolei.
Po zakończeniu kadencji w 1927 nigdy nie był już członkiem sejmu.